# 曹宮
曹宮（前1世纪?—前12年），字伟能，汉成帝皇后赵飞燕的秘书，女同性恋，身份神秘。曹宫生下了一个儿子，父亲不明。曹宫与她的儿子均被汉成帝处死，成为当时西汉特大案件，直接影响了西汉晚期历史走向。

## 司隶校尉解光奏折中的曹宫
关于西汉后宫神秘少女曹宫的身份，只能从《汉书》保存的司隶校尉解光的对宫中人等审讯调查的奏折中了解：
臣闻许美人 (汉成帝)及故中宫（即皇后赵飞燕所在宫）史（即秘书）曹宫皆御幸孝成皇帝，产子，子隐不见。臣遣从事掾业史望验问知状者掖庭狱丞籍武，故中黄门王舜、吴恭、靳严，官婢曹晓、道房、张弃，故赵昭仪御者于客子、王偏、臧兼等。
曹宫即官婢曹晓子女，前属中宫（中宫即皇后），为学事史（即掌握学事的秘书）、通诗经，授皇后赵飞燕（曹宫给皇后赵飞燕做女秘书），少女曹宫与少女道房两人对食。元延元年（汉成帝此时39岁）中宫（即皇后赵飞燕）语道房曰：“陛下幸曹宫。”后数月，（曹宫母亲）曹晓入殿中，见曹宫腹大，问曹宫。宫曰：“御幸有身。”其十月中，曹宫在掖庭牛官令的房间里生下儿子并母乳哺育，有婢六人。
中黄门田客持诏记，盛绿绨方底，封御史中丞印，予武曰：“取牛官令舍妇人新产儿，婢六人，尽置暴室狱，毋问儿男女，谁儿也！”武迎置狱，宫曰：“善臧我儿胞，丞知是何等儿也！”后三日，客持诏记与武，问：“儿死未？手书对牍背。”武即书对：“儿见在，未死。”有顷，客出曰：“上与昭仪大怒，奈何不杀？”武叩头啼曰：“不杀儿，自知当死；杀之，亦死！”即因客奏封事，曰：“陛下未有继嗣，子无贵贱，唯留意！”奏入，客复持诏记予武曰：“今夜漏上五刻，持儿与舜，会东交掖门。”武因问客：“陛下得武书，意何如？”曰：“瞠也。”武以儿付舜。舜受诏，内儿殿中，为择乳母，告“善养儿，且有赏。毋令漏泄！”舜择弃为乳母，时儿生八九日。后三日，客复持诏记，封如前予武，中有封小绿箧，记曰：“告武以箧中物书予狱中妇人，武自临饮之。”武发箧中有裹药二枚，赫蹄书，曰：“告伟能：努力饮此药，不可复入。女自知之！”伟能即宫。宫读书已，曰：“果也，欲姊弟擅天下！我儿男也，额上有壮发，类孝元皇帝。今儿安在？危杀之矣！奈何令长信得闻之？宫饮药死。后宫婢六人召入，出语武曰：“昭仪言‘女无过。宁自杀邪，若外家也？’我曹言愿自杀。”即自缪死。武皆表奏状。弃所养儿十一日，宫长李南以诏书取儿去，不知所置。
　　许美人前在上林涿沐馆，数召入饰室中若舍，一岁再三召，留数月或半岁御幸。元延二年怀子，其十一月乳。诏使严持乳医及五种和药丸三，送美人所。后客子、偏、兼闻昭仪谓成帝曰：“常给我言从中宫来，即从中宫来，许美人儿何从生中？许氏竟当复立邪！”怼，以手自捣，以头击壁户柱，从床上自投地，啼泣不肯食，曰：“今当安置我，欲归耳！”帝曰：“今故告之，反怒为！殊不可晓也。”帝亦不食。昭仪曰：“陛下自知是，不食为何？陛下常自言‘约不负女’，今美人有子，竟负约，谓何？”帝曰：“约以赵氏，故不立许氏。使天下无出赵氏上者，毋忧也！”后诏使严持绿囊书予许美人，告严曰：“美人当有以予女，受来，置饰室中帘南。”美人以苇箧一合盛所生儿，缄封，及绿囊报书予严。严持箧书，置饰室帘南去。帝与昭仪坐，使客子解箧缄。未已，帝使客子、偏、兼皆出，自闭户，独与昭仪在。须臾开户，呼客子、偏、兼，使缄封箧及绿绨方底，推置屏风东。恭受诏，持箧方底予武，皆封以御史中丞印，曰：“告武：箧中有死儿，埋屏处，勿令人知。”武穿狱楼垣下为坎，埋其中。
　　故长定许贵人及故成都、平阿侯家婢王业、任孋、公孙习前免为庶人，诏召入，属昭仪为私婢。成帝崩，未幸梓宫，仓卒悲哀之时，昭仪自知罪恶大，知业等故许氏、王氏婢，恐事泄，而以大婢羊子等赐予业等各且十人，以尉其意，属“无道我家过失。”
　　元延二年五月，故掖庭令吾丘遵谓武曰：“掖庭丞吏以下皆与昭仪合通，无可与语者，独欲与武有所言。我无子，武有子，是家轻族人，得无不敢乎？掖庭中御幸生子者辄死，又饮药伤堕者无数，欲与武共言之大臣，票骑将军贪耆钱，不足计事，奈何令长信得闻之？”遵后病困，谓武：“今我已死，前所语事，武不能独为也，慎语！”

　　皆在今年四月丙辰赦令前。臣谨案永光三年男子忠等发长陵傅夫人冢。事更大赦，孝元皇帝下诏曰：“此朕不当所得赦也。”穷治，尽伏辜，天下以为当。鲁严公夫人杀世子，齐桓召而诛焉，《春秋》予之。赵昭仪倾乱圣朝，亲灭继嗣，家属当伏天诛。前平安刚侯夫人谒坐大逆，同产当坐，以蒙赦令，归故郡。今昭仪所犯尤悖逆，罪重于谒，而同产亲属皆在尊贵之位，迫近帏幄，群下寒心，非所以惩恶崇谊示四方也。请事穷竟，丞相以下议正法。